# Кукадло
Кукадло (пол. Kukadło, нім. Kuckädel) — село в Польщі, у гміні Бобровиці Кросненського повіту Любуського воєводства.
Населення — 38 осіб (2011).
У 1975-1998 роках село належало до Зеленогурського воєводства.

## Демографія
Демографічна структура станом на 31 березня 2011 року:
|          | Загалом | Допрацездатний вік | Працездатний вік | Постпрацездатний вік |
| -------- | ------- | ------------------ | ---------------- | -------------------- |
| Чоловіки | 19      | 2                  | 13               | 4                    |
| Жінки    | 19      | 2                  | 11               | 6                    |
| Разом    | 38      | 4                  | 24               | 10                   |